# Helge Bronée
Helge Bronée   (Nybølle, 28 de març de 1922 - Dronningmølle, 3 de juny de 1999) fou un futbolista danès de la dècada de 1940.
Fou 4 cops internacional amb la selecció de Dinamarca.
Pel que fa a clubs, defensà els colors de Boldklubben 1893 (B 93), FC Nancy, Palermo, AS Roma, Juventus, i Novara.